# Guangzhou International Women's Open 2014
Guangzhou International Women's Open 2014 byl tenisový turnaj pořádaný jako součást ženského okruhu WTA Tour, který se hrál na otevřených dvorcích s tvrdým povrchem městské tenisového centra. Konal se mezi 15. až 20. zářím 2014 v čínském Kantonu jako 11. ročník turnaje.
Turnaj s rozpočtem 500 000 dolarů patřil do kategorie WTA International Tournaments. Nejvýše nasazenou hráčkou ve dvouhře se stala dvacátá tenistka světa Samantha Stosurová z Austrálie, která vypadla již v úvodním kole s Číňankou Wang Ja-fan. Vítězkou se stala Rumunka Monica Niculescuová. Deblovou soutěž vyhrál tchajwansko-čínský pár Čuang Ťia-žung a Liang Čchen.

## Distribuce bodů a finančních odměn

### Distribuce bodů
| Soutěž      | vítězky | finalistky | semifinalistky | čtvrtfinalistky | 16 v kole | 32 v kole | Q  | Q2 | Q1 |
| ----------- | ------- | ---------- | -------------- | --------------- | --------- | --------- | -- | -- | -- |
| dvouhra žen | 280     | 180        | 110            | 60              | 30        | 1         | 18 | 12 | 1  |
| čtyřhra žen | 280     | 180        | 110            | 60              | 1         |           |    |    |    |

### Finanční odměny
| Soutěž                              | vítězky  | finalistky | semifinalistky | čtvrtfinalistky | 16 v kole | 32 v kole | Q2     | Q1     |
| ----------------------------------- | -------- | ---------- | -------------- | --------------- | --------- | --------- | ------ | ------ |
| dvouhra žen                         | $111 163 | $55 323    | $29 730        | $8 934          | $4 928    | $3 199    | $1 852 | $1 081 |
| čtyřhra žen                         | $17 724  | $9 222     | $4 951         | $2 623          | $1 383    |           |        |        |
| částka ve čtyřhře je uvedena na pár |          |            |                |                 |           |           |        |        |

## Ženská dvouhra

### Nasazení
| Stát                        | Hráčka             | WTA | Nasazení |
| --------------------------- | ------------------ | --- | -------- |
| Austrálie                   | Samantha Stosurová | 20  | 1        |
| Francie                     | Alizé Cornetová    | 22. | 2.       |
| Spojené státy               | Sloane Stephensová | 27. | 3.       |
| Srbsko                      | Bojana Jovanovská  | 35. | 4.       |
| Kazachstán                  | Zarina Dijasová    | 40. | 5.       |
| Itálie                      | Roberta Vinciová   | 44. | 6.       |
| Slovensko                   | Jana Čepelová      | 53. | 7.       |
| Německo                     | Annika Becková     | 58. | 8.       |
| Žebříček WTA k 8. září 2014 |                    |     |          |

### Jiné formy účasti
Následující hráčky obdržely divokou kartu do hlavní soutěže:
- Sie Šu-wej
- Wang Ja-fan
- Ču Lin

Následující hráčky si zajistily postup do hlavní soutěže v kvalifikaci:
- Magda Linetteová
- Petra Martićová
- Julia Putincevová
- Sü I-fan
- Čang Kchaj-lin
- Čang Ling

### Odhlášení
před zahájením turnaje
- Vania Kingová
- Pcheng Šuaj
- Čang Šuaj (poranění pravé paže)

## Ženská čtyřhra

### Nasazení
| Stát                                                                     | Hráčka                     | Stát      | Hráčka                  | WTA  | Nasazení |
| ------------------------------------------------------------------------ | -------------------------- | --------- | ----------------------- | ---- | -------- |
| Japonsko                                                                 | Misaki Doiová              | Čína      | Sü I-fan                | 143. | 1.       |
| Slovinsko                                                                | Andreja Klepačová          | Španělsko | María Teresa Torró Flor | 143. | 2.       |
| Polsko                                                                   | Klaudia Jansová-Ignaciková | Polsko    | Katarzyna Piterová      | 149. | 3.       |
| Rumunsko                                                                 | Ioana Raluca Olaruová      | Izrael    | Šachar Pe'erová         | 158. | 4.       |
| Žebříček WTA k 8. září 2014; číslo je součtem umístění obou členek páru. |                            |           |                         |      |          |

### Odhlášení
v průběhu turnaje
- Elica Kostovocá (virové onemocnění)

## Přehled finále

### Ženská dvouhra
- Monica Niculescuová vs.  Alizé Cornetová, 6–4, 6–0

### Ženská čtyřhra
- Čuang Ťia-žung /  Liang Čchen vs.  Alizé Cornetová /  Magda Linetteová, 2–6, 7–6(7–3), [10–7]